# Michel Tognini

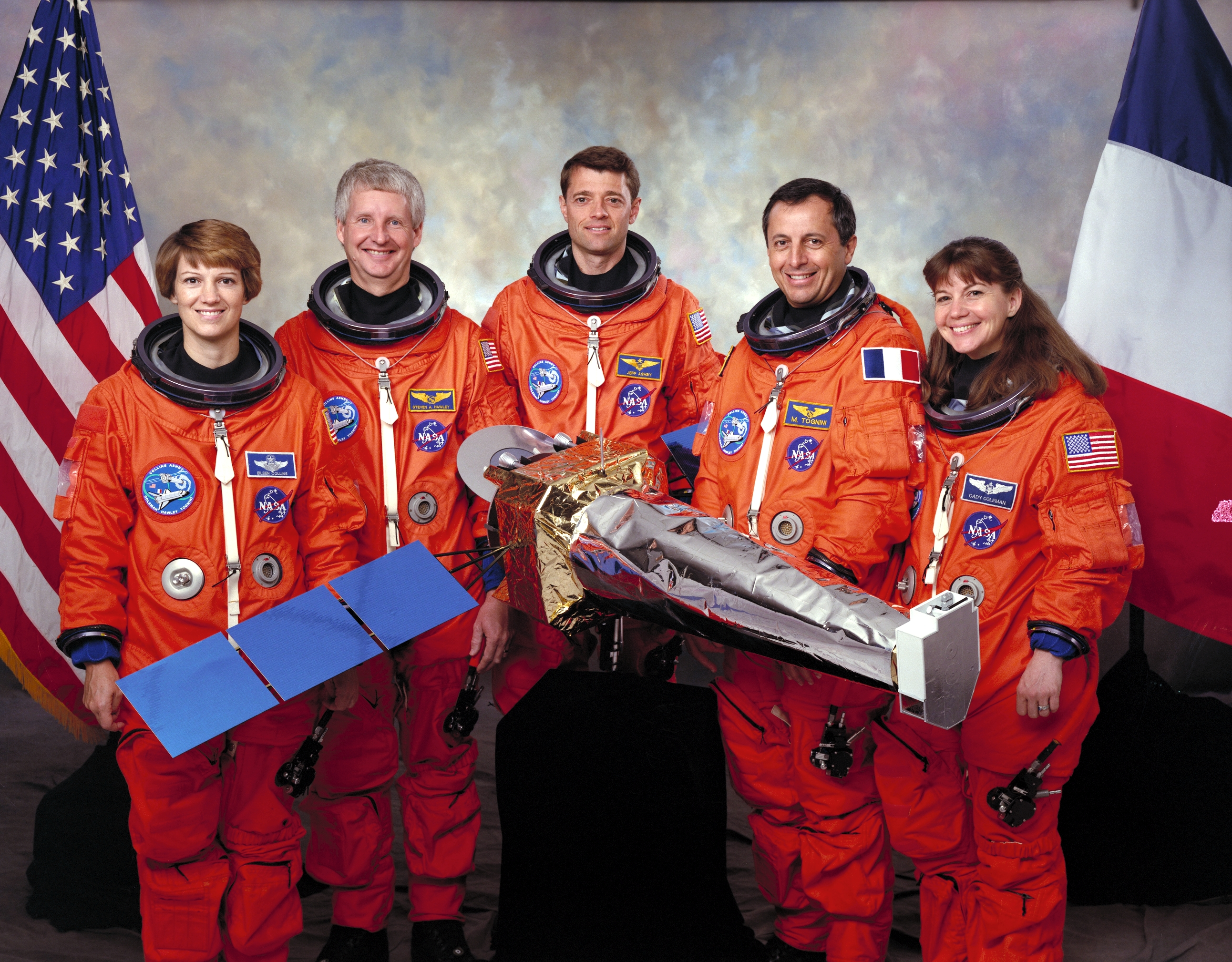
De gauche à droite: Eileen M. Collins, Steven A. Hawley, Jeffrey S. Ashby, Michel Tognini et Catherine G. Coleman

Michel Ange Tognini, né le 30 septembre 1949 à Vincennes, est un astronaute français de l'Agence spatiale européenne (ESA),

## Formation
- classes préparatoires de l'École des pupilles de l'Air (Promotion 21).
- École de l'air de Salon-de-Provence
- pilote de chasse de l'Armée de l'air française (général de brigade)
- pilote d'essai

## Activités de spationaute
- 27 juillet 1992, expérimentateur sur Soyouz TM-15, et la station spatiale Mir, pour la mission Antares
- 23 juillet 1999, spécialiste de mission sur Columbia STS-93

## Autres activités
Après avoir été le chef de la division des astronautes européens, il a été le chef du Centre des astronautes européens de l'Agence spatiale européenne à Cologne en Allemagne. Il est maintenant en France pour défendre les vols habités auprès du grand public et pour aider les universités pour les travaux sur l'exploration spatiale habitée.
Il est le président du Groupement aéronautique du ministère de l'Air (Gama), membre du conseil d'administration de la fondation Van Allen avec l'université de Montpellier.
Sa place de chef du Centre des astronautes européens lui a également permis de recruter Thomas Pesquet.

## Publication
- Un café dans l'espace - Ed. Humensciences, Paris, 2021.
- Un café dans l'espace - Éd. Humensciences, Paris, 2023 (bande-dessinée).

## Distinctions
- Membre correspondant de l'Académie de l'air et de l'espace depuis 2004[1]
- Membre de l'Académie internationale d'astronautique[2]
- Commandeur de l'Ordre national de la Légion d'honneur[1],[3]
- Officier de l'ordre national du Mérite[1]
- Ordre de l'Amitié des peuples[1]